# Finnischer Fußballpokal 1994
Der Finnische Fußballpokal 1994 (finnisch Suomen Cup 1994) war die 40. Austragung des finnischen Pokalwettbewerbs. Er wurde vom finnischen Fußballverband ausgetragen. Das Finale fand am 10. Juli 1994 im Olympiastadion Helsinki statt.
Pokalsieger wurde Turku PS. Das Team setzte sich im Finale gegen Titelverteidiger HJK Helsinki durch und qualifizierte sich damit für den Europapokal der Pokalsieger.
Bis auf das Halbfinale wurden die Begegnungen in einem Spiel ausgetragen. Bei unentschiedenem Ausgang wurde das Spiel um zweimal 15 Minuten verlängert. Stand danach kein Sieger fest, folgte ein Elfmeterschießen. Im Halbfinale wurden die Sieger in Hin- und Rückspiel ermittelt. Bei Torgleichstand in beiden Spielen zählte zunächst die größere Zahl der auswärts erzielten Tore; gab es auch hierbei einen Gleichstand, wurde das Rückspiel verlängert und ggf. ein Elfmeterschießen zur Entscheidung ausgetragen.

## Teilnehmende Teams
Die Teilnahme war freiwillig. Insgesamt 206 Mannschaften hatten für den Pokalwettbewerb gemeldet. Die Drittligisten stiegen in der 4. Runde ein, die Zweitligisten in der 5. Runde und die Erstligisten in der 6. Runde.
| Runde         | Zugänge | Sieger der letzten Runde | Spiele / Sieger |
| ------------- | ------- | ------------------------ | --------------- |
| 1. Runde      | 1060    | –                        | 53              |
| 2. Runde      | 47      | 53                       | 50              |
| 3. Runde      | –       | 50                       | 25              |
| 4. Runde      | 27      | 25                       | 26              |
| 5. Runde      | 14      | 26                       | 20              |
| 6. Runde      | 12      | 20                       | 16              |
| 7. Runde      | –       | 16                       | 08              |
| Viertelfinale | –       | 08                       | 04              |
| Halbfinale    | –       | 04                       | 04 *            |
| Finale        | –       | 02                       | 01              |
| Gesamt        | 2060    |                          | 2070            |

## 1. Runde
|                                 | Ergebnis  |                                 |
| ------------------------------- | --------- | ------------------------------- |
| Pohjois-Haagan Urheilijat       | 3:2 n. V. | FC Kiffen 08 Helsinki           |
| Kellokosken Alku                | 0:3       | Leppävaaran Pallo               |
| Kallion PS                      | 0:6       | Helsingin Johanneksen Dynamo    |
| Hyvinkään Palloseura            | 4:0       | Järvenpään PS                   |
| Puistolan Urheilijat            | 4:2 n. V. | Horman Hiisi Lohja              |
| Helsingin Plootu-Veikot         | 1:3       | Kontulan Urheilijat -72         |
| Vantaan Jalkapalloseura         | 4:2       | PK-35 Helsinki                  |
| Esbo BK                         | 1:5       | Puotinkylän Valtti              |
| Helsingin Kullervo              | 0:1       | SexyPöxyt                       |
| FC Honka Espoo                  | 4:3       | FC Viikingit                    |
| FC Näädät                       | 1:4       | FC Kirkkonummi                  |
| FC Kasiysi Espoo                | 0:3       | Helsinki United                 |
| Järvenpään-83 PS                | 1:4       | Tikkurilan PS                   |
| Tuusulan Palloseura             | 0:1       | FC Grani Rowdies                |
| Olarin Tarmo-77                 | 1:5       | FC Norssi Helsinki              |
| Korson Palloseura               | 1:2 n. V. | Suurmetsän Urheilijat           |
| Musan Salama                    | 1:0       | Turun Weikot                    |
| Team-82 Parainen                | 6:1       | Turun Nahkakuula-75             |
| Someron Voima                   | 0:1       | Uotilan Työväen Urheilijat      |
| Honkilahden Vesat               | 2:0       | Loimaan Palloseura              |
| Ruosniemen Visa                 | 00:3 1    | Toukolan Teräs                  |
| Riihimäen Ilves                 | 8:0       | Pekolan Isku                    |
| Ylöjärven Ryhti                 | 00:3 2    | Nokian Pyry JK                  |
| Paltsarit Tampere               | 4:1       | Mänttän Valo                    |
| Tampereen-Viipurin Ilves Kissat | 4:2       | Kangasalan Voitto               |
| Korkeakosken Kisa-Urhot         | 3:2       | Tahmelan Vesa                   |
| Messukylän Toverit              | 9:3       | Nekalan Pallo                   |
| Sääksjärven Loiske              | 7:0       | Pirkkalan Viri                  |
| Iittalan Pallo                  | 4:2       | Viialan Peli-Veikot             |
| FC Tampere                      | 1:3       | Tervakosken Pato                |
| Tammer Futis                    | 0:3       | Tampereen Kisa-Toverit          |
| Otavan Viesti                   | 0:3       | Purha Inkeroinen                |
| Korian Ponsi                    | 0:5       | Kankaanpään Pallo               |
| Kurvin Vauhti                   | 1:5       | Haminan Pallo-Kissat            |
| Voikkaan Pallo-Peikot           | 3:1       | Buta Kotka                      |
| Lahden City Stars               | 2:1 n. V. | Roukolahden Raju                |
| Liljendal Idrottsklub           | 0:1       | Jalkapalloseura Stars Lahti     |
| FC Kouvola                      | 4:6       | Nastolan Nopsa                  |
| Risiinan Pallo -82              | 3:0       | Lauritsalan Työväen Palloilijat |
| Savitaipaleen Urheilijat        | 1:2       | FC Savonlinna                   |
| FC Loviisa                      | 4:0       | Mäntsälän Urheilijat            |
| Warkauden Pallo -35             | 3:0       | FC Pogosta                      |
| FC Nurmes                       | 00:3 3    | Iisalmen Pallo-Veikot           |
| Siilinjärven Palloseura         | 1:5       | Tohmajärven Palloseura-90       |
| Kuiruveden Palloilijat          | 2:5       | FC Kuopio                       |
| Huiman Pallo                    | 3:1       | Palokan Riento                  |
| Jämsänkosken Ilves              | 4:2       | JJK Jyväskylä                   |
| FC Tarzan Kuipio                | 3:5       | Liitosalueen Pallo              |
| Säynätsalon Riento              | 3:0       | Royal FC Kuopio                 |
| Lammin Veto                     | 0:2       | Ylöjärven Pallo                 |
| Lapuan Palloseura               | 2:4       | Petalax IK                      |
| Kittilän Palloseura             | 03:0 4    | Kontio Kolari                   |
| Valistus Kaakamo                | 0:1       | Oulun Tarmo                     |

## 2. Runde
|                              | Ergebnis              |                                 |
| ---------------------------- | --------------------- | ------------------------------- |
| Arsenal Helsinki             | 0:3                   | Hyvinkään Palloseura            |
| Laajasalon Palloseura        | 0:3                   | Käpylän Pallo                   |
| Vantaan Jalkapalloseura      | 2:1                   | SexyPöxyt Espoo                 |
| FC Grani Rowdies             | 1:2                   | FC Kirkkonummi                  |
| Puistolan Urheilijat         | 1:8                   | Helsingin Johanneksen Dynamo    |
| Pohjois-Haagan Urheilijat    | 1:3                   | Helsinki United                 |
| Nummelan Palloseura          | 2:3                   | Ekenäs IF                       |
| Dickursby IK-35              | 3:6                   | FC Norssi Helsinki              |
| FC Topparit                  | 1:5                   | FC Honka Espoo                  |
| Leppävaaran Pallo            | 2:3                   | Grankulla IFK                   |
| Kontulan Urheilijat -72      | 3:1                   | Tikkurilan PS                   |
| Puotinkylän Valtti           | 1:0                   | Suurmetsän Urheilijat           |
| Team-82 Parainen             | 1:2                   | Uotilan Työväen Urheilijat      |
| Liedon Pallo                 | 5:2                   | Salon Palloilijat               |
| Musan Salama                 | 0:2                   | Porin Palloilijat               |
| Pallo-Iirot Rauma            | 00:3 1                | Pihlavan Tyoväen Urheilijat     |
| Littoinen Työväen Urheilijat | 5:4                   | Huhtamon Nuorisoseura           |
| Honkilahden Vesat            | 1:0                   | Toukolan Teräs                  |
| Korkeakosken Kisa-Urhot      | 00:12                 | Jämsänkosken Ilves              |
| Sääksjärven Loiske           | 11:10                 | Tampereen-Viipurin Ilves Kissat |
| Paltsarit Tampere            | 1:0 n. V.             | Tervakosken Pato                |
| FC Cupola Hervanta           | 0:3                   | PS-44 Valkeakoski               |
| Soccer Club Blue Bulls       | 03:0 2                | Messukylän Toverit              |
| Iittalan Pallo               | 0:4                   | Nokian Pyry JK                  |
| Hirsilän Pyrkiä              | 1:3                   | Tampereen Kisa-Toverit          |
| Riihimäen Ilves              | 0:7                   | Kesko-Team Hämeenlinna          |
| Voikkaan Pallo-Peikot        | 2:0                   | FC Loviisa                      |
| Orimattilan Pedot            | 3:1                   | FC Gibbon                       |
| Nastolan Nopsa               | 1:4                   | Mikkelin Kissat                 |
| Popiniemen Ponnistus         | 4:1                   | Haminan Pallo-Kissat            |
| Risiinan Pallo -82           | 11:20                 | Kotajärven Pallo                |
| Lahden City Stars            | 7:0                   | Jalkapalloseura Stars Lahti     |
| Kangasniemen Palloilijat     | 0:4                   | FC Savonlinna                   |
| Purha Inkeroinen             | 4:1                   | FC Kotka                        |
| FC Kuopio                    | 3:2                   | Juuan Palloseura                |
| Iisalmen Pallo-Veikot        | 4:0                   | Warkauden TP                    |
| Warkauden Pallo -35          | 03:0 3                | Karelian Pallo                  |
| Huiman Pallo                 | 4:0                   | Vaajakosken Pallo               |
| FC Huki Jyväskylä            | 3:3 n. V. (5:4 i. E.) | Haapamäen Pallo-Pojat           |
| Kerho-07 Seinäjoki           | 4:3 n. V.             | Tohmajärven Palloseura-90       |
| Säynätsalon Riento           | 7:4                   | Liitosalueen Pallo              |
| Oulun Tarmo                  | 3:1                   | Oulaisten Huima                 |
| Petalax IK                   | 2:3                   | Ylöjärven Pallo                 |
| Sepsi-78 Seinäjoki           | 03:0 4                | Hovsalan BK                     |
| Kaskö IK                     | 2:6                   | Karhu Kauhajoki                 |
| Alavuden Peli-Veikot         | 2:6                   | Nykarleby IK                    |
| Kaukosen Pallo               | 00:3 5                | Sodankylän Pallo                |
| Moisiovaaran PS              | 0:4                   | FC Kajaani                      |
| Kittilän Palloseura          | 4:1                   | Sallan Palloseura               |
| Namman Luja                  | 0:2                   | Rovaniemen Kanuunat             |

## 3. Runde
|                              | Ergebnis              |                            |
| ---------------------------- | --------------------- | -------------------------- |
| Hyvinkään Palloseura         | 3:1                   | FC Kirkkonummi             |
| FC Norssi Helsinki           | 2:4 n. V.             | Käpylän Pallo              |
| Helsingin Johanneksen Dynamo | 2:3                   | Kontulan Urheilijat -72    |
| FC Honka Espoo               | 3:1                   | Vantaan Jalkapalloseura    |
| Puotinkylän Valtti           | 0:5                   | Grankulla IFK              |
| Ekenäs IF                    | 3:2                   | Helsinki United            |
| Pihlavan Tyoväen Urheilijat  | 2:8                   | Uotilan Työväen Urheilijat |
| Liedon Pallo                 | 2:1 n. V.             | Porin Palloilijat          |
| Littoinen Työväen Urheilijat | 5:2                   | Honkilahden Vesat          |
| PS-44 Valkeakoski            | 5:2                   | Tampereen Kisa-Toverit     |
| Paltsarit Tampere            | 2:2 n. V. (7:8 i. E.) | Nokian Pyry JK             |
| Säynätsalon Riento           | 2:1 n. V.             | Sääksjärven Loiske         |
| Soccer Club Blue Bulls       | 1:7                   | Kesko-Team Hämeenlinna     |
| Popiniemen Ponnistus         | 0:4                   | FC Savonlinna              |
| Purha Inkeroinen             | 3:1 n. V.             | Voikkaan Pallo-Peikot      |
| Orimattilan Pedot            | 1:4                   | Mikkelin Kissat            |
| Lahden City Stars            | 6:2                   | Risiinan Pallo -82         |
| Kerho-07 Seinäjoki           | 0:4                   | FC Kajaani                 |
| Huiman Pallo                 | 0:2                   | Jämsänkosken Ilves         |
| Warkauden Pallo -35          | 3:6                   | Iisalmen Pallo-Veikot      |
| FC Huki Jyväskylä            | 0:3                   | FC Kuopio                  |
| Sepsi-78 Seinäjoki           | 8:3                   | Karhu Kauhajoki            |
| Ylöjärven Pallo              | 4:2                   | Nykarleby IK               |
| Rovaniemen Kanuunat          | 2:1                   | Oulun Tarmo                |
| Sodankylän Pallo             | 3:4                   | Kittilän Palloseura        |

## 4. Runde
In dieser Runde stiegen 27 Drittligisten ein.
|                            | Ergebnis              |                              |
| -------------------------- | --------------------- | ---------------------------- |
| FC Espoo                   | 00:3 1                | Hangö IK                     |
| Ekenäs IF                  | 6:0                   | Grankulla IFK                |
| Lohjan Pallo               | 1:3                   | Malmin Palloseura            |
| Kontulan Urheilijat -72    | 1:2                   | Helsingfors IFK              |
| Käpylän Pallo              | 7:2                   | Keski-Uudenmaan Pallo        |
| FC Honka Espoo             | 1:2                   | Hyvinkään Palloseura         |
| Liedon Pallo               | 2:4                   | Littoinen Työväen Urheilijat |
| Uotilan Työväen Urheilijat | 2:0                   | IFK Mariehamn                |
| Inter Turku                | 4:1                   | Euran Pallo                  |
| Kesko-Team Hämeenlinna     | 1:2                   | PP-70 Tampere                |
| Valkeakosken Koskenpojat   | 3:0                   | Riihimäen Palloseura         |
| PS-44 Valkeakoski          | 03:0 2                | Lahden Työväen Palloilijat   |
| Nokian Pyry JK             | 1:4                   | Kotkan Työväen Palloilijat   |
| Lahden City Stars          | 5:0                   | FC Lappeenranta              |
| Säynätsalon Riento         | 2:8                   | Lahden Reipas                |
| Mikkelin Kissat            | 1:0                   | Jämsänkosken Ilves           |
| FC Savonlinna              | 3:2                   | Imatran Pallo-Salamat        |
| Purha Inkeroinen           | 6:1                   | Toijalan Pallo -49           |
| FC Kuopio                  | 4:2                   | Nilsiän Pallo-Haukat         |
| Iisalmen Pallo-Veikot      | 01:12                 | Kings SC Kuopio              |
| Ylöjärven Pallo            | 1:9                   | Vasa BK-IFK                  |
| Sepsi-78 Seinäjoki         | 4:2                   | Gamlakarleby BK              |
| Kemin Pallotoverit-85      | 3:2 n. V.             | Kajaanin Palloilijat         |
| Oulun Palloseura           | 0:2                   | FC Santa Claus               |
| FC Kajaani                 | 1:1 n. V. (5:3 i. E.) | FC 1991 Oulu                 |
| Kittilän Palloseura        | 1:6                   | Rovaniemen Kanuunat          |

## 5. Runde
In dieser Runde stiegen 14 Zweitligisten ein.
|                              | Ergebnis              |                            |
| ---------------------------- | --------------------- | -------------------------- |
| Malmin Palloseura            | 4:1                   | Helsingfors IFK            |
| Hangö IK                     | 1:3                   | FC Kontu                   |
| Hyvinkään Palloseura         | 6:1                   | Ekenäs IF                  |
| Käpylän Pallo                | 2:3                   | Helsingin Ponnistus        |
| Kotkan Työväen Palloilijat   | 4:4 n. V. (7:8 i. E.) | Inter Turku                |
| Littoinen Työväen Urheilijat | 0:3                   | Kaarinan Pojat             |
| Purha Inkeroinen             | 1:0                   | PP-70 Tampere              |
| PS-44 Valkeakoski            | 0:4                   | IF Närpes Kraft            |
| Valkeakosken Koskenpojat     | 2:1                   | Pallo-Iirot Rauma          |
| Lahden City Stars            | 3:0                   | Uotilan Työväen Urheilijat |
| Lahden Reipas                | 3:0                   | Pallo-Kerho 37             |
| FC Savonlinna                | 1:2                   | Mikkelin Kissat            |
| FC Kuopio                    | 0:4                   | Kuopion PS                 |
| Kings SC Kuopio              | 2:0                   | Kultsu Joutseno            |
| Kajaanin Haka                | 3:0                   | TP-Seinäjoki               |
| FC Santa Claus               | 2:1                   | Vaasan PS                  |
| Kemin Pallotoverit-85        | 5:1                   | FC Kajaani                 |
| Sepsi-78 Seinäjoki           | 1:2                   | Vasa BK-IFK                |
| Kokkolan Palloveikot         | 4:0                   | Kemin Palloseura           |
| Rovaniemen Kanuunat          | 1:2                   | FC Oulu                    |

## 6. Runde
In dieser Runde stiegen die zwölf Erstligisten ein.
|                          | Ergebnis              |                        |
| ------------------------ | --------------------- | ---------------------- |
| Vasa BK-IFK              | 4:1                   | Kemin Pallotoverit-85  |
| FC Santa Claus           | 1:0                   | FF Jaro                |
| FC Oulu                  | 0:1                   | Kokkolan Palloveikot   |
| Kajaanin Haka            | 2:1                   | Rovaniemi PS           |
| FC Kontu                 | 0:1                   | HJK Helsinki           |
| Malmin Palloseura        | 3:3 n. V. (7:6 i. E.) | Helsingin Ponnistus    |
| Purha Inkeroinen         | 2:3                   | Ilves Tampere          |
| FinnPa Helsinki          | 2:3                   | FC Jazz Pori           |
| Lahden City Stars        | 1:5                   | Turku PS               |
| Mikkelin Palloilijat     | 2:2 n. V. (7:6 i. E.) | Myllykosken Pallo -47  |
| Hyvinkään Palloseura     | 0:5                   | Haka Valkeakoski       |
| IF Närpes Kraft          | 1:0                   | Kaarinan Pojat         |
| Mikkelin Kissat          | 1:1 n. V. (4:3 i. E.) | Kings SC Kuopio        |
| Lahden Reipas            | 1:6                   | Kuopion PS             |
| Valkeakosken Koskenpojat | 0:2                   | FC Kuusysi             |
| Inter Turku              | 0:3                   | Tampereen Pallo-Veikot |

## 7. Runde
|                        | Ergebnis  |                      |
| ---------------------- | --------- | -------------------- |
| FC Jazz Pori           | 1:0       | Kajaanin Haka        |
| Tampereen Pallo-Veikot | 6:1       | Vasa BK-IFK          |
| Turku PS               | 6:0       | Malmin Palloseura    |
| Mikkelin Palloilijat   | 3:1       | Kokkolan Palloveikot |
| FC Santa Claus         | 4:3 n. V. | IF Närpes Kraft      |
| HJK Helsinki           | 2:1       | FC Kuusysi           |
| Mikkelin Kissat        | 0:5       | Haka Valkeakoski     |
| Kuopion PS             | 1:2 n. V. | Ilves Tampere        |

## Viertelfinale
|                      | Ergebnis  |                        |
| -------------------- | --------- | ---------------------- |
| Mikkelin Palloilijat | 3:0       | Tampereen Pallo-Veikot |
| Turku PS             | 1:0       | Haka Valkeakoski       |
| HJK Helsinki         | 1:0 n. V. | FC Jazz Pori           |
| FC Santa Claus       | 0:4       | Ilves Tampere          |

## Halbfinale
|               | Gesamt |                      | Hinspiel | Rückspiel |
| ------------- | ------ | -------------------- | -------- | --------- |
| Ilves Tampere | 0:2    | Turku PS             | 0:1      | 0:1       |
| HJK Helsinki  | 4:0    | Mikkelin Palloilijat | 3:0      | 1:0       |

## Finale
| Paarung        | HJK Helsinki – Turku PS |
| Ergebnis       | 1:2 (0:1) |
| Datum          | 10. Juli 1994 um 16:00 Uhr (15:00 Uhr MESZ) |
| Stadion        | Olympiastadion, Helsinki |
| Zuschauer      | 7.617 |
| Schiedsrichter | Juha Hirviniemi |
| Tore           | 0:1 Stewart Beards (14.) 0:2 Mika Nurmela (74.) 1:2 Aleksei Jeremenko (84.) |
| HJK Helsinki   | Antti Niemi – Markku Kanerva, Aki Hyrylainen (73. Mika Kottila), Antti Heinola, Pekka Onttonen – Tommi Gronlund (46. Aleksei Jeremenko), Rami Rantanen, Janne Suokonautio, Janne Saarinen – Pasi Tauriainen, Ismo Lius |
| Turku PS       | Panu Toivonen – Mika Wallden, Marko Casagrande, Petri Sulonen, Janne Oinas – Petri Kokko (90. Stefan Stromborg), Tom Enberg, Jani Pylkas, Mika Nurmela – Javier Paniqua (65. Jani Peltola), Stuart Beards              |